# Felsőtelekes
Felsőtelekes is een plaats (község) en gemeente in het Hongaarse comitaat Borsod-Abaúj-Zemplén. Felsőtelekes telt 808 inwoners (2001).